# مطار قرن العلم
مطار قرن العلم (إياتا: RNM، إيكاو: OOGB) هو مطار يخدم قرن العلم في عُمان. يقع في الجزء الأوسط من البلاد على بعد 300 كيلومتر جنوب غرب مدينة مسقط، وارتفاع 132 مترًا فوق سطح البحر. الأرض المحيطة بمطار قرن العلم مسطحة للغاية، حيث أن أعلى مكان في المنطقة يبلغ ارتفاعه 141 مترًا، ويقع على بعد 1.4 كم جنوب غرب مطار قرن العلم. لكل كيلومتر مربع في المنطقة المحيطة بمطار قرن العلم مغطاة تقريبًا بالصحراء والبرية.
المناخ في المنطقة حار، ويبلغ متوسط درجة الحرارة 31 درجة مئوية، والشهر الأكثر سخونة هو يونيو، حيث تصل درجة الحرارة 38 درجة مئوية، وأبرد شهر هو يناير، حيث تصل درجة الحرارة 23 درجة مئوية. يبلغ متوسط هطول الأمطار 141 ملم في السنة، الشهر الأكثر رطوبة هو أغسطس، حيث يبلغ معدل هطول الأمطار 31 ملم، والأكثر جفافًا هو شهر يناير، حيث يبلغ معدل هطول الأمطار 1 ملم.
تقع منارة الراديو غابا (المُعرف OL) على بعد 5.3 ميلًا بحريًا (9.8 كم) جنوب المدرج.

## روابط خارجية
- تاريخ الحوادث لـ (Qarn Alam Airport) على شبكة سلامة الطيران.